# Gare de Port-Brillet
La gare de Port-Brillet est une gare ferroviaire française de la ligne de Paris-Montparnasse à Brest. Elle est située sur le territoire de la commune de Port-Brillet, dans le département de la Mayenne en région Pays de la Loire.
C'est une halte ferroviaire de la Société nationale des chemins de fer français (SNCF), desservie par des trains express régionaux TER Pays de la Loire, circulant entre les gares du Mans et de Rennes ou Laval.

## Situation ferroviaire
Établie à 112 m d'altitude, la gare de Port-Brillet est située au point kilométrique (PK) 317,092 de la ligne de Paris-Montparnasse à Brest, entre les gares du Genest et Saint-Pierre-la-Cour.

## Service des voyageurs

### Accueil
Halte SNCF, c'est un point d'arrêt non géré (PANG) à entrée libre. Elle est équipée d'automates pour l'achat des titres de transport.

### Desserte
Port-Brillet est desservie par des trains TER Pays de la Loire, circulant entre les gares du Mans ou Laval et de Rennes.

### Intermodalité
Un parking pour les véhicules y est aménagé.